# Lothar Loeffler (Mediziner)
Lothar Loeffler (* 28. Januar 1901 in Erfurt; † 23. Oktober 1983 in Boll) war ein deutscher Anthropologe, Mediziner und Hochschullehrer. Während des Nationalsozialismus gehörte er zu den führenden Rassenbiologen und Rassenhygienikern. In der Bundesrepublik Deutschland engagierte er sich in der Familien-, Jugend- und Eheberatung sowie im Strahlenschutz.

## Leben

### Studium und frühe Forschungen
Der Sohn eines Ministerialdirektors studierte Medizin in Berlin, Breslau und Tübingen, wo er Mitglied der Verbindung Saxonia wurde. In Tübingen legte er 1924 das Staatsexamen ab und promovierte 1926 zum Dr. med. bei Wilhelm Weitz. Der Titel seiner Dissertation lautete „Über den Gesundheitszustand der Deutschen Studentenschaft und die Fürsorgemassnahmen der Wirtschaftshilfe der Deutschen Studentenschaft bis zum Frühjahr 1924“.
Loeffler wechselte auf Vermittlung Otmar Freiherr von Verschuers im Oktober 1927 vom Pharmakologischen Institut der Universität Tübingen als Assistent an das neu gegründete Kaiser-Wilhelm-Institut für Anthropologie, menschliche Erblehre und Eugenik in Berlin-Dahlem. Dort nahm er an weißen Mäusen „experimentelle Untersuchungen zur Frage der künstlichen Erzeugung von Erbänderungen“ mittels „arsenhaltiger Substanzen“ vor. Im Oktober 1929 wechselte er an das Anthropologische Institut der Universität Kiel, wo er zunächst als Assistent unter Otto Aichel tätig war. Ab 1931 war Loeffler Dozent an der Universität Kiel. In Kiel habilitierte er sich 1932 mit der Schrift „Über eine Mutation bei der weißen Hausmaus, ihre Genetik und deren Bedeutung für die menschliche Erblehre“.

### Politische Betätigung
Noch vor der „Machtergreifung“ trat Loeffler zum 1. August 1932 der NSDAP bei (Mitgliedsnummer 1.273.555) und schloss sich im selben Jahr der SA an. Außerdem trat er dem NS-Lehrerbund (NSLB) und dem NS-Ärztebund bei. Sowohl in Kiel (1933/34) als auch in Königsberg (1934–1942) war er lokaler Leiter des Nationalsozialistischen Deutschen Dozentenbund. Seit 1934 gehörte er als Ärztlicher Beisitzer verschiedenen Erbgesundheitsgerichten an, die mit Inkrafttreten des Gesetzes zur Verhütung erbkranken Nachwuchses eingerichtet wurden. Er entschied damit über die Anordnung von Zwangssterilisierungen mit.

### Hochschullehrer in Königsberg
Loeffler wurde 1934 als ordentlicher Professor für Erb- und Rassenbiologie an die Universität Königsberg berufen, wo er auch das Rassenbiologische Institut leitete. (Am Institut für Rassenbiologie wirkte als Oberarzt ein Bernhard Duis, der 1949 die Forschungsstelle für menschliche Erb- und Konstitutionsbiologie der Medizinischen Fakultät Hamburgs erhielt). Von 1935 bis 1942 gehörte Loeffler der Gauleitung in Ostpreußen an und führte als Gauamtsleiter in Königsberg das Rassenpolitische Amt der NSDAP. 1936 stand er neben Verschuer auf Platz eins der Berufungsliste der Universität Frankfurt am Main, um das neue Universitätsinstitut für Erbbiologie und Rassenhygiene in Frankfurt am Main zu übernehmen. Er lehnte den Ruf ab, weil ihm Frankfurt „mit seinen vielen Juden als zu konfliktreich erschien.“
Loefflers Fachgebiet war zunächst die Strahlengenetik. Bei der Notgemeinschaft der deutschen Wissenschaft gehörte Loeffler zusammen mit Nikolai Wladimirowitsch Timofejew-Ressowski und Heinrich Martius einer im September 1933 berufenen Kommission unter Alfred Kühn an, die Untersuchungsstrategien bei „Keimschädigungen durch Röntgen- und Radiumstrahlen“ erarbeiten sollte. Um dieses Vorhaben zu realisieren, erhielt er Forschungsgelder von der Notgemeinschaft und dem Reichsgesundheitsamt, um gemeinsam mit Timofejew-Ressowski und Paula Hertwig strahlengenetische Tierexperimente durchzuführen. Zugleich führte er eine Studie über die Keimschädigung durch Röntgenstrahlung beim Menschen durch. Ab 1934 war er Fachreferent für Rasseforschung der Notgemeinschaft der deutschen Wissenschaft.
Loefflers antiindividualistische und makrogeschichtliche Verwendung eines naturwissenschaftlich objektivierten Rasse-Begriffs gilt als paradigmatisch für die Medizin im Nationalsozialismus. In seinem Vortrag Der Auslesegedanke als Forderung in der Medizin, einer am 30. Januar 1936 gehaltenen Festrede, äußerte er:

„Gesundheitserhaltung des Volkskörpers ist nur möglich durch dauernde Auslese. […] Wir wissen, unser Leben hier auf Erden, das da 30 und 60 und 80 Jahre dauert, wurzelt in einer anderen Dimension, ist nur ein kleiner sichtbarer Ausschnitt des größeren Lebens, das durch uns hindurchgeht. Wir sind nur ein Teil des durch die Generationen fließenden Lebens unserer Ahnen, deren Wollen, Wirken und Fehlen in uns ist. […] Dieses Lebens unseres Volkes Hüter sind wir Ärzte. Diese Aufgabe aber zu erkennen, bedeutet Verantwortung, bedeutet Bruch und Revolution gegen altes Denken. […] Das Gesetz zur Verhütung erbkranken Nachwuchses ist nur ein grobes Sieb, aber ein Anfang.“

Loeffler setzte sich 1942 erfolgreich für eine Förderung serologischer Arbeiten über Rassendifferenzierung beim Menschen seines Mitarbeiters in Königsberg Karl Horneck ein, der entsprechende Versuche an Kriegsgefangenen im Kolonialmedizinischen Sonderlazarett in St. Médard bei Bordeaux durchführte.

### Hochschullehrer in Wien
Während des Zweiten Weltkrieges wechselte Loeffler als Professor für Erb- und Rassenbiologie 1942 von der Universität Königsberg an die Universität Wien, wo er als Direktor ebenfalls das neu gegründete Institut für Rassenbiologie und Rassenhygiene übernahm und bis Anfang Mai 1945 tätig war. Die Institutsgründung wurde bereits 1939 beschlossen und mit Geldmitteln in Höhe von einer Million Reichsmark ausgestattet. Loefflers Berufung verzögerte sich aber auf Grund inneruniversitärer Machtkämpfe. Denn Loeffler hatte gefordert, dass zum Institut auch die an der philosophischen Fakultät angesiedelte Anthropologie gehören sollte. Damit hätte er wie in Königsberg zwei Fakultäten angehört, und die Anthropologie wäre bei Medizinern und Philosophen Prüfungsfach geworden. Die dabei geführte Kontroverse reflektierte eine bereits länger geführte Grundsatzdebatte zwischen den eher anthropologisch und den eher medizinisch orientierten Rassenhygienikern. Tatsächlich wollte Loeffler die Bedeutung der Auslese für die Medizin demonstrieren und das Anthropologische Institut zu einer Abteilung der Rassenhygiene machen. Mit der „Abteilung für experimentelle Genetik“ unter der Leitung von Georg Gottschewski richtete er die erste und einzige derartige Abteilung in der „Ostmark“ ein. An Loefflers Institut leitete Horst Geyer von 1943 bis 1945 die Abteilung für Psychologie, Neurologie und Psychiatrie.
Loeffler galt als überzeugter Nationalsozialist. Von ihm wird berichtet, er habe in Wien in SA-Uniform gelehrt. Als Institutsleiter führte er in Personalunion auch die institutseigene Abteilung Rassenhygiene und hielt Vorlesungen zur Rassenhygiene. Zudem hielt er dort im Sommersemester 1944 fächerübergreifend eine Vorlesung zum Thema „Das Judentum als rassisches und soziales Problem“.
1942 führte Loeffler für den Reichsausschuss zur wissenschaftlichen Erfassung von erb- und anlagebedingten schweren Leiden eine Studie im Zuge der Kindereuthanasie über „erbbiologische Fragen nach sozialen Gesichtspunkten“ durch, bei der er sich Datenmaterials bediente, das der führend an der Kindereuthanasie beteiligte Ernst Wentzler zur Verfügung stellte. Bei dem Bevollmächtigten für das Gesundheitswesen Karl Brandt gehörte Loeffler ab 1944 dem wissenschaftlichen Beirat an.
Noch im Juli 1943, Monate nach der Kapitulation des deutschen Afrikakorps, beantragte Loeffler bei der Kolonialabteilung des Reichsforschungsrates Fördermittel für ein Projekt, bei dem die Bedeutung der „Cromagnonrasse“ für Nordafrika gezeigt werden sollte, um die politische Konzeption der Achsenmächte zu stützen, wonach Nordafrika eigentlich zu Europa gehöre. Arbeitshypothese war dabei die Annahme eines „Weißafrika“ in rassenkundlicher Abgrenzung von einem „Negerafrika“. Seinen Antrag vom 26. Juli stellte Loeffler für seinen Mitarbeiter, den Rassenhygieniker Hans Ritter, der sich mit der 1868 gefundenen „Cromagnonrasse“, die als „Grundlage der nordischen und fälischen Rassen“ anzusehen seien, befasste und das Thema Rassenkundliche Untersuchungen an nordafrikanischem Skelettmaterial untersuchen sollte.

### Nachkriegszeit
Nach Kriegsende wurde Loeffler bis Oktober 1945 von den Alliierten interniert. 1950 wurde er Anstaltsarzt am Evangelischen Annastift in Hannover-Kleefeld. Bei der Deutschen Gesellschaft für Anthropologie fand er ab April 1949 Beschäftigung als Experte für Vaterschaftsgutachten und war bis 1965 Vorsitzender ihrer Arbeitsgemeinschaft für Anthropologisch-Erbbiologische Gutachten. Ab 1952 gehörte er dem Niedersächsischen Landesgesundheitsrat an und saß der Niedersächsischen Landesarbeitsgemeinschaft für Jugend- und Eheberatung vor. Er arbeitete seit der Gründung 1949 in führender Funktion bei der Deutschen Arbeitsgemeinschaft für Jugend- und Eheberatung mit und wurde 1970 deren Vorsitzender. 1954 wurde er zudem Beratender Arzt des Landesverbands der Inneren Mission Hannover.
Seine Reputation als Strahlengenetiker verschaffte Loeffler 1957 eine Berufung in den Arbeitskreis Strahlenbiologie der Deutschen Atomkommission, die „wichtige Weichen für die Weiterentwicklung der Humangenetik in Deutschland“ () stellte. Hintergrund war, dass Politik und Industrie durch die verstärkte Nutzung der Atomenergie eine Erhöhung der Umweltradioaktivität und damit der Mutationsrate befürchteten. Loeffler war der einzige Humangenetiker innerhalb dieses Arbeitskreises, dessen Mitglieder auf Lebenszeit berufen wurden und großen Einfluss hatten. Er vermittelte Mittel der Kommission an Kollegen wie Verschuer, Hans Nachtsheim und Wolfgang Lehmann, die wie Loeffler selbst während des Nationalsozialismus führende Erbbiologen und Rassenhygieniker gewesen waren.
Loeffler organisierte 1959 ein Symposion des Arbeitskreises Strahlenbiologie, bei dem internationale Genetiker zum Thema Die Mutationsrate bei Versuchstieren und beim Menschen in Barsinghausen tagten. Unter den Teilnehmern waren neben Verschuer und Lehmann auch Heinrich Schade, Peter Emil Becker und die Nachtsheim-Schüler Georg Gerhard Wendt  und Friedrich Vogel. Dabei wurde ein Pilotprojekt aus der Taufe gehoben, wonach Verschuer eine genetische Bestandsaufnahme der Einwohner des Regierungsbezirks Münster durchführen sollte. Mit finanzieller Förderung in Millionenhöhe durch das Bundesministerium für Atomkernenergie und Wasserwirtschaft wurden dazu 15 Stellen geschaffen und der Neubau von Verschuers Humangenetischen Institut gefördert. Mit den Mitteln der Atomkommission wurde auch die Einrichtung eines Instituts für Humangenetik in Kiel unter Lehmann finanziert.
Seit 1952 gehörte Loeffler dem Eugenischen Arbeitskreis der Inneren Mission an, wo man auch über die Novellierung des Sterilisationsgesetzes beriet. Die Sterilisation galt als eine Maßnahme, um eine angeblich drohende Überbevölkerung zu verhindern. Loeffler gehörte dabei neben Verschuer zu denjenigen, die für eine eugenische Indikation zur freiwilligen Sterilisierung eintraten. Er war Mitglied der Arbeitsgemeinschaft für zahnärztliche Strahlenkunde, korrespondierendes Mitglied des Christlichen Instituts für Ehe und Familienkunde in Basel und gehörte dem Vorstand der Deutschen Gesellschaft für Anthropologie an. Für sein Engagement für den Strahlenschutz wurde Loeffler 1961 das Bundesverdienstkreuz I. Klasse verliehen. Von 1954 bis 1959 war er Lehrbeauftragter für Sozialbiologie an der Technischen Hochschule Hannover und von 1968 bis 1972 an der Medizinischen Hochschule Hannover.

## Veröffentlichungen
- Über den Gesundheitszustand der Deutschen Studentenschaft und die Fürsorgemassnahmen der „Wirtschaftshilfe der Deutschen Studentenschaft“ bis zum Frühjahr 1924. Lothar Loeffler / Zugl.: Med. Diss., Tübingen 1926. Hochschulverlag, Göttingen 1924.
- Röntgenschädigungen der männlichen Keimzelle und Nachkommenschaft. Ergebnisse einer Umfrage bei Röntgenärzten und -technikern. Urban & Schwarzenberg, Berlin 1929.
- Kurze Mitteilung über Blutgruppenuntersuchungen an niederen Affen. o. O. 1931.
- Familienstatistische Untersuchungen an württembergischen Volksschullehrern unter besonderer Berücksichtigung des Problems der unterschiedlichen Fortpflanzung. Lehmann, München 1932.
- Tabellen zur Berechnung der Ohrhöhe des Kopfes. Fischer, Jena 1932.
- Über eine Mutation bei der weißen Hausmaus, ihre Genetik und deren Bedeutung für die menschliche Erblehre. Kiel, Med. Hab.-Schr. Borntraeger, Leipzig 1932.
- Vorläufige Mitteilung über eine Mutation beim Säugetier. o. O. 1932.
- Die biologische Krise des deutschen Volkes und erbbiologische Gesetzgebung des nationalen Staates. In: Volk im Werden.1, Nr. 5 1933, S. 35–45.
- Der Auslesegedanke als Forderung in der Medizin. Lehmanns, München 1936.
- Rassenhygiene. In: Deutsche Wissenschaft. 1939, S. 101–104.
- und Otto Buurman: Jugend- und Eheberatung. Referate. Stephansstift, Hannover 1952.
- Die Krise der mitmenschlichen Beziehungen in der Ehe und das Scheidungsbegehren. Vortrag, geh. am 30. Oktober 1953. In: Soziale Arbeit.3, Nr. 2 1954, S. 49–56.
- (Hrsg.): Arbeit, Freizeit und Familie im Hinblick auf die Ehe, das Alter und die Jugend. Referate u. Ergebnisse d. Arbeitstagung d. Dt. Arbeitsgemeinschaft f. Jugend- u. Eheberatung 1955 in Nürnberg. Unter Mitw. von … im Auftr. d. Vorstandes d. Dt. Arbeitsgemeinschaft f. Jugend- u. Eheberatung, Detmold, hrsg. von Lothar Loeffler. Thieme, Stuttgart 1955.
- Gegenwärtige Probleme der Geschlechterbeziehung. Referat, geh. am 18. April 1955. In: Soziale Arbeit.4, Nr. 12 1955, S. 572–582.
- Der Wechsel der Bevölkerungsstruktur, ihr Einfluss auf die Lebensalter. Vortrag. In: Soziale Arbeit.5, Nr. 11 1956, S. 481–488.
- Ehe und Familie als Gabe und Aufgabe. Im Auftrage des Vorstandes der Deutschen Arbeitsgemeinschaft für Jugend- und Eheberatung e. V. in Detmold aus Anlass ihres zehnjährigen Bestehens. Vandenhoeck & Ruprecht, Göttingen 1959.
- (Hrsg.): Die spontane und induzierte Mutationsrate beim Versuchstier und beim Menschen. Internationales Symposium d. Arbeitskreises IV4 „Strahlenbiologie“ d. Dt. Atomkommission vom 27. Februar bis 1. März 1959 in BarsinghausenHannover. Referate mit Diskussionsbeiträgen. Wissenschaftl. Bearb.: Lothar Loeffler. Gersbach, München 1960.
- und Wolfram Kowalewsky: Ehemündigkeit und Volljährigkeit. Problematik der vorzeitigen Volljährigkeits- und Ehemündigkeitserklärung aus der Sicht der Sozialarbeiter, Richter und Eheberater. Luchterhand, Berlin-Spandau 1961.
- Strahlenschutz in Forschung und Praxis. In: Strahlenschutz in Forschung und Praxis, Bacq, Zénon Marcel, 1963.
- und Günter Struck: Einführung in die Eheberatung. Grünewald, [Mainz] 1971, ISBN 978-3-7867-0307-5.